# 러브 템테이션
《러브 템테이션》(영어: The Golden Bowl)은 미국에서 제작된 제임스 아이보리 감독의 2000년 시대극 로맨틱 드라마 영화이다. 우마 서먼, 제러미 노섬, 케이트 베킨세일 등이 출연하였고, 이스마일 머천트 등이 제작에 참여하였다.

## 출연진
- 우마 서먼
- 제러미 노섬
- 케이트 베킨세일
- 제임스 폭스
- 닉 놀티
- 앤젤리카 휴스턴
- 매들린 포터

## 기타 제작진
- 미술: 앤드루 샌더스
- 의상: 존 브라이트